# Епархия Фьезоле
Епархия Фьезоле (лат. Dioecesis Faesulana, итал. Diocesi di Fiesole) епархия Римско-католической церкви, в составе митрополии Флоренции, входящей в церковную область Тосканы. В настоящее время епархией управляет епископ Марио Меини. Почётный епископ – Лучано Джованнетти.
Клир епархии включает 261 священников (151 епархиальных и 110 монашествующих священников), 16 диаконов, 140 монахов, 340 монахинь.
Адрес епархии: Piazza della Cattedrale 1, 50014 Fiesole [Firenze], Italia.

## Территория
В юрисдикцию епархии входят 218 приходов в коммунах Тосканы: в провинциях Флоренция (юго-восток), Ареццо (северо-запад) и Сиена (северо-восток).
Кафедра епископа находится в городе Фьезоле в церкви Святого Ромула.
Все приходы разделены между 7 деканатами (Изоле ди Фьезоле, Вальдарно Фьорентино, Вальдарно Аретино, Альтипьяно Вальдарнезе, Валь-ди-Сьеве, Кьянти и Казентино). Часть епархии представляет собой эксклав внутри архиепархии Флоренции.

## История
По преданию первым епископом Фьезоле был Святой Ромул, посланный проповедовать Евангелие в Тоскане апостолом Петром, чьим учеником он был. Святой Ромул принял мученическую смерть во Фьеоле в 67 году.
Некоторые исследователи полагают, что кафедра во Фьезоле основана в III или V веке, как об этом свидетельствуют сохранившиеся документы, подтверждающие наличие епископа в городе. Первого епископа того времени известного по имени также звали Ромул. Он был избран епископом в результате двух писем, адресованных святым Амвросием местным христианам.
Папа Геласий I в послании к Эльпидио, епископу Вольтерры, говорит о другом, неизвестном по имени, епископе Фьезоле. В 536 году кафедру Фьезоле занимал Рустико, представитель Папы Агапита I на II Константинопольском Вселенском Соборе.
Папа Пелагий I 15 февраля 556 года в одном из документов говорит о семи епископах Тосканы, не называя их по имени, в том числе и о епископе Фьезоле. После завоевания лангобардов, исповедовавших арианство, многие церкви в городе были разрушены, священники подверглись преследованиям и скрывались в соседних епархиях. Кафедра Фьезоле оставалась пустующей на протяжении десятилетий. В 599 году Папа Григорий I поручил Венанцио, епископу Луни восстановить разрушенную епархию.
Лишь спустя 150 лет в документах снова упоминается епископ Фьезоле — Теобальдо. 5 июля 715 года в присутствии епископов Флоренции, Пизы и Лукки в церкви Святого Генезия в древней деревне Викус Увалари (ныне Валлари) близ Сан-Миниато, он выступил с речью. Теобальдо принял сторону Ареццо, в споре между епархиями Ареццо и Сиены.
В конце владычества лангобардов в Италии епархия Фьезоле находилась под управлением епископа-графа. Согласно письменным источникам, первым архиереем, вассалом императора Священной Римской империи, был Святой Лето, занимавший кафедру Фьезоле в IX веке.
Территория епархии в то время простиралась, главным образом, в горных и холмистых районах, находившихся под управлением местных феодалов. Три влиятельных феодальных рода Флоренции — Гвиди, Риказоли и Убертини владели имениями на территории Фьезоле. Местные феодалы не желали признавать превосходство епископа.
Преемник Святого Лето, епископ Святой Алессандро, пытаясь вернуть контроль над мятежными вассалами и землями, которые они захватили у епархии, в 823 году отправился в Павию аудиенцию к императору Лотарю I. Он получил имперский указ, в котором феодалам Фьезоле повелевалось повиноваться архиерею, но на обратном пути на епископа напали убийцы возле Болоньи и утопили в реке Рено. Он был канонизирован церковью. Мощи святого епископа покоятся в базилике Святого Александра.
Вслед за ним другой будущий святой епископ взошёл на кафедру Фьезоле, его звали Романо. Он защищал интересы церкви от посягательств светских властей и противостоял норманнскому завоеванию. За это епископ был убит норманнами, которые также сожгли собор. Во время пожара сгорел и епархиальный архив. На месте сожжённого храма позднее было основано аббатство.
Все три святых епископа остались в памяти народа, как справедливые судьи и защитники бедных. В то время, когда велись постоянные войны и стычки между феодалами, не говоря уже о вторжении извне, больше всего страдали простые люди, епископ Фьезоле был единственным, кто противостоял грабежам и убийствам, в том числе и за счёт епархиальных доходов и привилегий. Деяния архиереев заслужили признание у местных жителей, которые ещё до официальной канонизации, почитали как святых этих трёх прелатов.
Светская власть епископа Фьезоле над территорией епархии признавалась в течение всего Средневековья, во время правления Медичи вплоть до конца XVIII века, когда административная реформа в Тоскане лишила его светской юрисдикции.
После нашествия норманнов восстановлением епархии занялся в 829 году епископ Святой Донат, родом из Ирландии, участвовавший в 826 году на соборе в Риме при Папе Евгении II. Он стал последним архиереем избранным местной паствой. После него епископов Фьезоле назначали императоры Священной Римской империи, бывшие и королями Италии, или те, кому они даровали эту привилегию. Подобное положение дел нередко способствовало симонии.
При епископе Якопо Баваро, поставленным на кафедру императором Генрихом II, епархия Фьезоле пережила подлинное возрождение со строительством в 1028 году нового собора. На руинах собора, уничтоженного норманнами за два столетия до этого, начал строительство аббатства Святого Варфоломея, более известный как Бадия Фьезолана. Им же был возведён епископский дворец и дано благословение Джованни Гвальберто основать орден валломброзиан.
Епархиальная семинария была основана 8 мая 1575 года при епископе Франческо Каттани да Дьяччето. Вначале она находилась в Понтероссо, откуда была переведена во Фьезоле, в здание, построенное при епископе Лоренцо делла Роббиа в 1635 году.

## Ординарии епархии
| - Святой Ромул (IV век); - Неизвестный по имени (упоминается в 493); - Рустик (536); - Неизвестный по имени (упоминается в 556); - Теодальд (715); - Святой Лето (IX век); - Святой Александр (823); - Святой Роман (IX век); - Грузульф (826); - Святой Донат (829 — 876); - Заноби (877 — 888); - Эрландо (900 — 901); - Виниццоне (упоминается в 953); - Заноби II (упоминается в 953 или 966); - Пьетро (982); - Раймондо (983 — 1000); - Реджембальдо (1017 — 1024); - Якопо Баваро (1024 — 1038); - Атинульфо (1039 — 1057); - Джерардо (1057); - Тразмондо (1059 — 1077); - Гульельмо (1077 — 1099); - Джебиццо (1099); - Джованни I (1101 — 1103); - Джованни II (1114 — 1134); - Джоната (1144); - Родольфо (1153 — 1179); - Ланфранко (1179 — 1187); - Раньери (1192 — 1219); - Ильдебрандо да Лукка (1220 — 21.9.1256); - Манетто (3.10.1257 — 1277); - Филиппо да Перуджа (12.2.1282 — 1297) — францисканец; - Аньоло да Камерино (22.4.1298 — 1301) — августинец-еремит; - Бартоломео да Сиена (21.3.1301 - 1301) — францисканец; - Антонио д'Орсо (1301 — 9.6.1310) — назначен епископом Флоренции; - Коррадо Гвальфредуччи делла Пенна (5.3.1311 — 1312) — доминиканец; - Тедиче дельи Алиотти (20.7.1312 — 1336); - Фулиньо Карбони (14.3.1337 — 17.6.1349); - Святой Андреа Корсини (13.10.1349 — 6.1.1374) — кармелит; - Блаженный Нери Корсини (23.1.1374 — 14.11.1377); - Никколо Ванни (1378 — 1383) — назначен епископом Реканати и Мачерата; - Антонио Чиполлони (1384 — 11.2.1390) — доминиканец, назначен епископом Вольтерры; - Якопо Альтовити (15.2.1390 — 5.6.1408) — доминиканец; - Лука Манцоли (24.8.1408 — 1408) — гумилиат; - Антонио Каэтани (2.7.1409 — 1411) — кардинал, апостольский администратор; | - Биндо Ферруччи (31.8.1411 — 1421); - Беноццо Федериги (17.11.1421 — 1450); - Леонардо Салютати (3.8.1450 — 1466); - Антонио дельи Альи (4.5.1467 — 30.4.1470) — назначен епископом Вольтерры; - Гульельмо Бекки (17.5.1470 — 1480); - Джованни Арчимбольди (1480 — 1481) — апостольский администратор; - Роберто Фольки (27.6.1481 — 1530); - Гульельмо Фольки (1530 — 17.4.1530); - Браччо Мартелли (20.6.1530 — 12.2.1552) — назначен епископом Лечче; - Пьетро Камаяни (12.2.1552 — 7.10.1566) — назначен епископом Асколи-Пичено; - Анджело Каттани да Дьяччето (15.11.1566 — 1570) — доминиканец; - Франческо Каттани да Дьяччето (11.8.1570 — 4.11.1595) — кардинал; - Алессандро Марци Медичи (13.2.1596 — 27.6.1605) — назначен архиепископом Флоренции; - Бартоломео Ланфредини (12.9.1605 — 28.8.1614); - Баччо Герардини (12.1.1615 — 1.8.1620); - Томмазо Хименес (16.11.1620 — 3.11.1633); - Козимо делла Герардеска (10.5.1633 — 2.8.1634) — избранный епископом; - Лоренцо делла Роббия (6.8.1634 — 25.1.1645); - Роберто Строцци (12.6.1645 — 24.4.1670); - Филиппо Сольдани (1.9.1670 — 13.8.1674); - Филиппо Нери дельи Альтовити (1.9.1674 — 28.11.1702); - Томмазо делла Герардеска (4.3.1703 — 12.11.1703) — назначен архиепископом Флоренции; - Орацио Мария Панчатики (23.11.1703 — 1716); - Луиджи Мария Строцци (30.6.1716 — 8.1.1736); - Франческо Мария Джинори (27.2.1736 — 1.9.1775); - Раньери Манчини (15.4.1776 — 10.2.1814); - Мартино Леонардо Брандалья (15.3.1815 — 7.8.1825); - Джован Баттиста Перретти (28.1.1828 — 23.12.1839) — назначен архиепископом Пизы; - Винченцо Менки (30.1.1843 — 22.5.1846); - Франческо Бронцуоли (26.9.1848 — 1.3.1856); - Джоаккино Антоньелли (3.8.1857 — 27.9.1859); - Лоренцо Фрескобальди (27.10.1871 — 1874); - Луиджи Корсани (15.6.1874 — 1888); - Бенедетто Томмази (1.6.1888 — 11.6.1892) — назначен архиепископом Сиены; - Давид Камилли (16.1.1893 — 1909); - Джованни Фосса (29.4.1909 — 17.12.1936); - Джованни Джорджиз (14.7.1937 — 1953) — назначен епископом Сузы; - Антонио Баньоли (8.4.1954 — 1.8.1977); - Симоне Скатицци (1.8.1977 — 27.5.1981) — назначен епископом Пистои; - Лучано Джованнетти (27.5.1981 — 13.2.2010); - Марио Меини (с 13 февраля 2010 года — по настоящее время). |  |

## Статистика
На конец 2006 года из 140 900 человек, проживающих на территории епархии, католиками являлись 138 900 человек, что соответствует 98,6% от общего числа населения епархии.
| год  | население | население | население | священники | священники        | священники         | священники                           | постоянные диаконы | монахи  | монахи  | приходы |
| год  | католики  | всего     | %         | всего      | белое духовенство | черное духовенство | число католиков на одного священника | постоянные диаконы | мужчины | женщины | приходы |
| ---- | --------- | --------- | --------- | ---------- | ----------------- | ------------------ | ------------------------------------ | ------------------ | ------- | ------- | ------- |
| 1950 | 154.600   | 154.700   | 99,9      | 403        | 278               | 125                | 383                                  |                    | 155     | 364     | 256     |
| 1970 | 132.519   | 132.800   | 99,8      | 310        | 205               | 105                | 427                                  |                    | 129     | 640     | 261     |
| 1980 | 135.900   | 137.100   | 99,1      | 293        | 184               | 109                | 463                                  |                    | 122     | 520     | 261     |
| 1990 | 130.000   | 137.000   | 94,9      | 242        | 157               | 85                 | 537                                  | 6                  | 85      | 460     | 218     |
| 1999 | 131.500   | 137.500   | 95,6      | 264        | 133               | 131                | 498                                  | 11                 | 141     | 418     | 218     |
| 2000 | 131.500   | 137.200   | 95,8      | 271        | 135               | 136                | 485                                  | 11                 | 136     | 431     | 218     |
| 2001 | 135.000   | 138.100   | 97,8      | 274        | 138               | 136                | 492                                  | 11                 | 136     | 431     | 218     |
| 2002 | 132.000   | 134.000   | 98,5      | 272        | 140               | 132                | 485                                  | 11                 | 262     | 426     | 218     |
| 2003 | 131.200   | 135.000   | 97,2      | 280        | 145               | 135                | 468                                  | 11                 | 272     | 415     | 218     |
| 2004 | 131.200   | 132.000   | 99,4      | 237        | 137               | 100                | 553                                  |                    | 134     | 415     | 218     |
| 2006 | 138.900   | 140.900   | 98,6      | 261        | 151               | 110                | 532                                  | 16                 | 140     | 340     | 218     |